# Anxo Quintana
Anxo Manuel Quintana González (Allariz, 1959) és un polític gallec, ex vicepresident del govern gallec i ex líder del BNG.
Estudià infermeria a Vigo. Entre el 1989 i el 2000 fou batlle d'Allariz i del 1989 al 2000 va ser batlle d'Allariz, després que una revolta popular expulsés el batlle anterior, que el Programa d'Hàbitat de l'ONU escollí com a exemple de gestió en defensa del desenvolupament sostenible.
Fou vicepresident de la Federació Gallega de Municipis i Províncies (1995-2000) i senador des del 1999. Va coordinador de l'Executiva Nacional del BNG (2002-2003). I actualment, és el portaveu nacional del BNG des del 23 de novembre del 2003.
Després de les eleccions al Parlament de Galícia del 19 de juny del 2005, i a través del pacte entre el BNG i PSdeG, el 2 d'agost del 2005, va assumir la Vicepresidència del Govern de la Xunta de Galícia.